# Sully-sur-Loire
Sully-sur-Loire é uma comuna francesa na região administrativa do Centro, no departamento Loiret. Estende-se por uma área de 43,65 km². Em 2010 a comuna tinha 5 352 habitantes (densidade: 122,6 hab./km²).